# Kłodawa (Lubusz)
Kłodawa is een dorp in het Poolse woiwodschap Lubusz, in het district Gorzowski. De plaats maakt deel uit van de gemeente Kłodawa en telt 1100 inwoners.